# Fabio Grosso
Fabio Grosso (Roma, 28 de novembro de 1977) é um treinador e ex-futebolista italiano que atuava como lateral-esquerdo. Atualmente comanda o Sassuolo.
Fez parte da Seleção Italiana na Copa do Mundo 2006. Destacou-se na copa por ter feito o primeiro gol nas semifinais contra a anfitriã Alemanha, já no final da prorrogação, e por ter sido o autor do último gol da disputa nos pênaltis que consagrou a Itália tetracampeã mundial em 2006, além de ganhar o pênalti que daria no final do jogo a vitória à Azzurra sobre a Austrália, nas oitavas.
No fim do mundial, transferiu-se para a Internazionale, onde jogou a temporada 2006-07 e foi campeão italiano. Na temporada 2007-08 acabou se transferindo para o Lyon, da França, onde novamente conquistou um campeonato nacional.
Com a renovação de elenco no clube francês, Grosso acabou sendo vendido para a Juventus, por 2,5 milhões de euros com um contrato de 2 anos.
Se aposentou em dezembro de 2012.

## Títulos

### Perugia
- Taça Intertoto da UEFA: 2003[1]

### Internazionale
- Serie A: 2006-07
- Supercoppa Italiana: 2006

### Lyon
- Liga 1: 2007-08
- Coupe de France: 2007-08
- Trophée des champions: 2007

### Juventus
- Serie A: 2011-12
- Supercoppa Italiana: 2006

### Seleção Italiana
- Copa do Mundo: 2006

Ordens
-  CONI: Golden Collar of Sports Merit: 2006

-  4th Class / Officer: Ufficiale Ordine al Merito della Repubblica Italiana: 2006

### Treinador
Frosinone
- Serie B: 2022–2023